# Louis, Grand Condé
Ludvík Bourbon, kníže z Condé, zvaný „Velký Condé“ (8. září 1621, Paříž – 11. prosince 1686, Chantilly), byl francouzský šlechtic a vojevůdce. Během třicetileté války získal věhlas především, když porazil španělské vojsko u Rocroi. Po válce bojoval proti frondě, ale později se postavil proti králi a bojoval proti němu. Po usmíření opět vedl francouzské královské vojsko. Do smrti svého otce v roce 1646 byl titulován jako vévoda d'Enghien (Duc d'Enghien), po jeho smrti převzal titul de Condé se stal nejvýznamnějším představitelem větve Bourbon-Condé.

## Život
Jako jeho otec byl vychován v katolické víře. Roku 1640 se účastnil obléhání Arrasu, roku 1642 Perpignanu a již roku 1643 byl jmenován hlavním velitelem francouzské armády ve Flandrech. Zde si získal slávu vítězstvím v bitvě u Rocroi, kde zastavil španělský nástup na Paříž. Roku 1644 porazil s Henrim de Turennem bavorského generála Mercyho v bitvě u Freiburgu v Breisgau, po které vítězní Francouzi ovládli Filipsburg, Worms a Mohuč.
Roku 1645 s Turennem zvítězil u Allersheimu nedaleko Nördlingenu ve Švábsku, 1646 dobyl pevnost Dunkerque, 1647 bojoval v Katalánsku a roku 1648 dobyl vítězství u Lensu v hrabství Artois, kde mnohdy své nepřátele překvapil prudkými útoky. Následně byl povolán královnou Annou Rakouskou, která jako regentka vládla za malého Ludvíka XIV., proti povstání frondy. Odpůrce královského dvora sice porazil, avšak svým chováním a lakomstvím si brzy udělal řadu nepřátel. Mazarin ho dal v lednu 1650 zatknout, avšak už v únoru 1651 ho musel propustit na svobodu. Když Condé po návratu do Paříže zjistil, že královna matka se mu nehodlá podřizovat, odešel do svého místodržitelství v Guyenne, kde se spojil se Španěly a bojoval s nimi proti Ludvíku XIV. Královo vojsko sice porazil u Bleneau (1652), ale nakonec musel uprchnout do Španělského Nizozemí. Král Filip IV. jej jmenoval nejvyšším velitelem a Condé v čele nepřátelských vojsk bojoval proti své vlasti až do roku 1659. Mazarin mu v roce 1653 nabídl smír, avšak Condé mu nedůvěřoval a pokračoval v odboji. V Paříži byl proto poté odsouzen ke ztrátě hrdla a došlo ke konfiskaci jeho statků.
Po Pyrenejském míru (1659) byl však díky přímluvám španělského dvora přijat na milost a někdejší majetky i hodnosti mu byly navráceny. V následujících letech se ucházel o polskou korunu, ale tento záměr mu překazila volba Jana III. Sobieského za polského krále a odpor Ludvíka XIV. V roce 1668 opět v čele vojska opanoval region Franche-Comté. V roce 1672, kdy Ludvík XIV. začal válku proti Nizozemí, se Condé proslavil smělým přechodem přes Rýn. O dva roky později zastavil v nerozhodné bitvě u Seneffe poblíž Monsu postup spojených císařských a španělských vojsk na Paříž. V roce 1675 byl poslán do Alsaska, kde vedl manévrovací boje s císařskou armádou pod vedením Raimunda Montecuccolliho u Rýna.
Po této poslední výpravě se Condé, sužovaný dnou, uchýlil na své sídlo v Chantilly, kde se stýkal s učenci a filosofy. Zde také v roce 1686 zemřel.